# Johann David Blindow
Johann David Blindow (* um 1720 in Stettin; † 1772) war ein deutscher Kommunaljurist. Er war von 1769 bis zu seinem Tode Oberbürgermeister von Stettin.
Sein Vater David Blindow (* um 1690; † um 1740) war Jurist in Stettin.
Johann David Blindow studierte ab 1737 Rechtswissenschaften an der Universität Halle. Er wollte 1739/1740 zunächst Sekretär des Generals Kurt Christoph von Schwerin werden, doch wurde daraus nichts. Er wurde dann Rechtsanwalt in Stettin, ab 1743 als Regierungsadvokat bei der Pommerschen Regierung.
1768 wurde er Syndikus der Stadt Stettin.  1769 wurde er, als Nachfolger des verstorbenen Adam Joachim Sander, städtischer Landrat und Oberbürgermeister von Stettin. Er blieb im Amt bis zu seinem Tode 1772. Sein Nachfolger wurde Joachim Friedrich Pauli.